# Alfabeto maltese

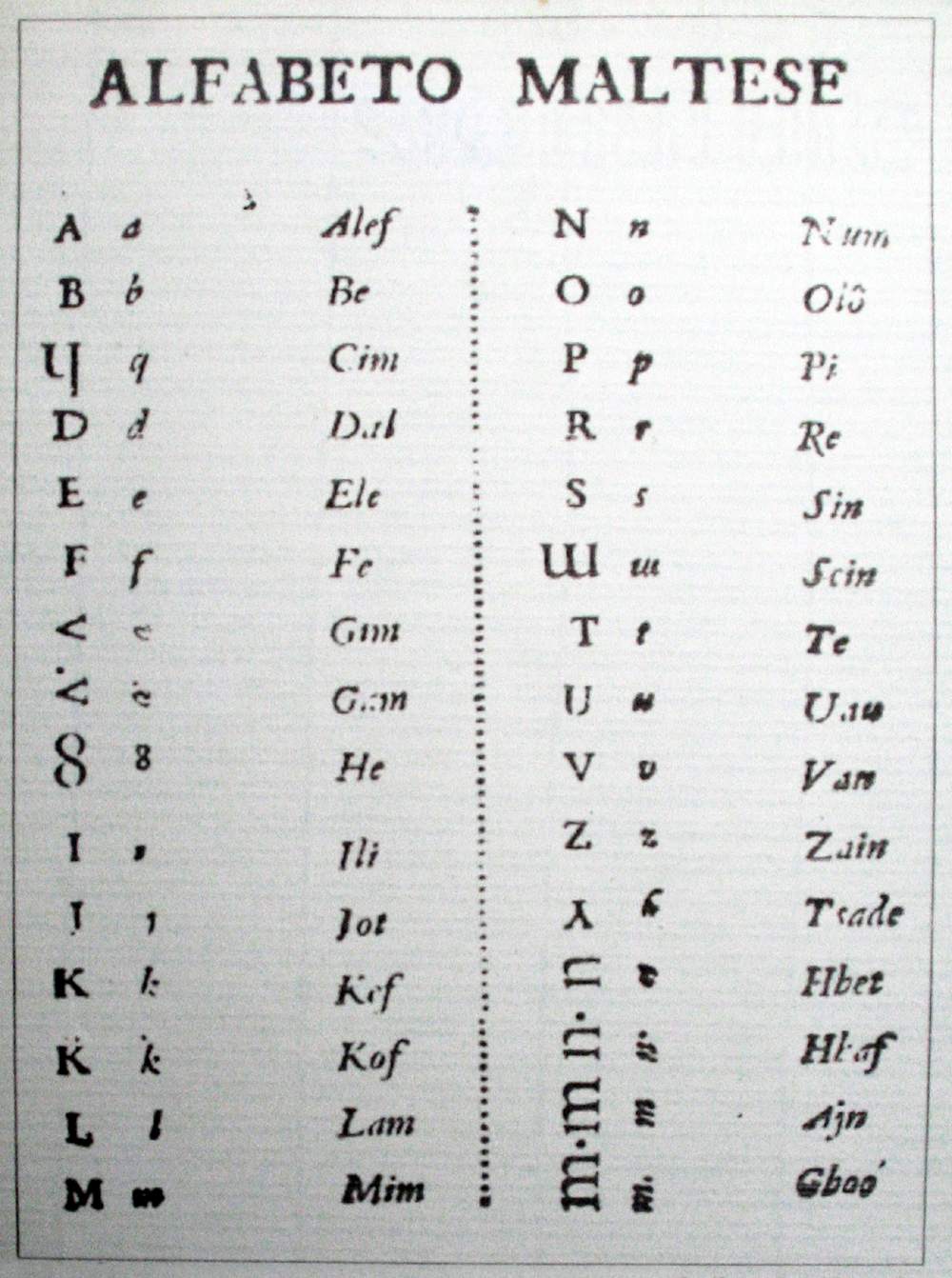
Primo alfabeto di Mikiel Anton Vassalli pubblicato in Alfabeto maltese nel 1788

L'alfabeto maltese si basa sull'alfabeto latino con l'aggiunta di alcune lettere con segno diacritico.
Viene utilizzato per scrivere la lingua maltese.
Contiene 30 lettere:
| A | B | Ċ | D | E | F | Ġ | G | GĦ | H | Ħ | I | IE | J | K | L | M | N | O | P | Q | R | S | T | U | V | W | X | Z | Ż |
| a | b | ċ | d | e | f | g | ġ | għ | h | ħ | i | ie | j | k | l | m | n | o | p | q | r | s | t | u | v | w | x | z | ż |

Nell’alfabeto maltese mancano la C e la Y (i greca o ypsilon).
I nomi sono:
a, be, ċe, de, e, effe, ġe, ge, ajin, akka, ħe, i, ie, je, ke, elle, emme, enne, o, pe, qe, erre, esse, te, u, ve, we, xe, ze, że.
Viene inoltre utilizzato l'accento grave sulle vocali a, e, i, o, u per indicare l'accentazione dell'ultima sillaba sulle parole di origine italiana e siciliana; fino alla riforma ortografica del 2008 era utilizzato anche l'accento circonflesso.
Le consonanti dell'alfabeto maltese sono divise in consonanti solari (Konsonanti xemxin: ċ d n r s t x ż z) e consonanti lunari (Konsonanti qamrin: b f ġ g għ h ħ j k l m p q v w); si differenziano in base al diverso comportamento che assumono in presenza dell'articolo determinativo il- (l- prima e dopo una vocale), mentre nelle consonanti lunari l'articolo il- rimane invariato, nelle consonanti solari si assimila alla consonante successiva.